# Artes marciais híbridas
Artes marciais híbridas (também conhecidas como sistemas de luta híbridos) são as artes marciais ou sistemas de combate que incorporam técnicas e teorias de várias outras artes marciais em particular.
Apesar de numerosas artes marciais terem pego emprestado ou serem uma adaptação de outras artes e até certo ponto poder ser consideradas híbridas, uma arte marcial híbrida enfatiza sua origem estilística. O termo artes marciais mistas, enquanto que em seu sentido literal um sinônimo, que chegou a se referir a um esporte de combate específico.
Historicamente, foram os filipinos os primeiros a misturarem as suas técnicas de combate às artes marciais das nações que tentaram invadir o seu território praticamente durante toda a sua história. Dentre estes povos, podemos citar os chineses (com os seus vários estilos de Kung Fu), japoneses (com os seus vários estilos de Karatê), indianos (com o seu Kalaripayatu), árabes, estadunidenses, etc.. Uma das principais características dos filipinos sempre foi, a cada batalha ganha, a de sempre observar e aprender as técnicas de combate utilizadas, em particular, por cada invasor do seu território, e incrementar ao seu próprio estilo de luta e guerrilha. Diga-se, de passagem, os filipinos nunca perderam uma só batalha durante toda a sua história, que remonta há mais de 500 anos. Logo, eles foram os primeiros misturadores de artes marciais - Artes Marciais Filipinas Eskrima- da história.
Mas oficialmente, a ideia de hibridação ou "mistura" das tradições das artes marciais se originou do século XIX ao início do século XX, quando as tradições da Ásia pela primeira vez chamaram a atenção dos praticantes europeus. Savate, uma forma de kickboxing desenvolvido por marinheiros franceses, pode qualificar-se como um dos primeiros exemplos. Outro exemplo precoce de hibridação inter-cultural nas artes marciais é o bartitsu, criado em 1899 como uma combinação de várias formas de jujutsu tradicional, judô kodokan, boxe inglês, savate e a luta com bastões.
Hibridização de técnicas de várias artes marciais no World War II combatives. Kajukenbo, que se originou em 1947 e inclui elementos específicos de caratê, judô, jujutsu, kenpo e boxe chinês.
O conceito chegou a grande popularidade durante as décadas de 1960 e de 1970, com o desenvolvimento dos estilos de kickboxing; o jeet kune do criado por Bruce Lee em 1967 e usa os aspectos derivados de várias artes incluindo wing chun, boxe inglês, judô, jiu-jitsu, Arnis, Muay Thai e esgrima; zen do kai criado em 1970, que incorpora o muay thai, kickboxing japonês e elementos do judô, taekwondo, jiu-jitsu brasileiro, e muitas outras artes marciais. Sambo um esporte de combate originado em 1968, continuando os sistemas de defesa pessoal desenvolvidos durante o início da era soviética.
Desde 1993, a hibridização das artes marciais culminou no desenvolvimento das artes marciais mistas, que combinou os estilos já hibridizados do brasileiro vale-tudo e do muay thai.
O termo artes marciais mistas, enquanto que em seu sentido literal é um sinônimo, tem vindo a referir a um determinado esporte de combate.